# إبدال صائتي
الإبدال الصائتي في علم اللغة هو تغير لفظيٌ يُنطق فيه صائتٌ بشبه الصائت الذي يليه. ويُشار إليه بشكلة المُغيرة.